# أسطوانة الغوص

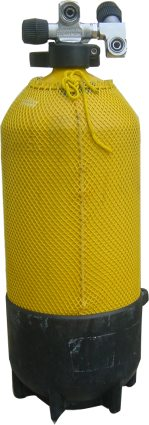

خزان الغوص أو أسطوانة الغوص أو خزان هواء هي أسطوانة غاز تُستخدم لتخزين ونقل غاز التنفس عالي الضغط الذي تتطلبه مجموعة الغوص. يمكن استخدامه للغوص الموفر على السطح أو كغاز لتخفيف الضغط أو مصدر غاز طارئ للغوص السطحي أو السكوبا. توفر الأسطوانات للغاز الغاز للغواص من خلال صمام الطلب لمنظم الغوص أو حلقة التنفس الخاصة بجهاز إعادة التنفس.

## اضافات
تصنع اسطوانات الغوص عادةً من الألمنيوم أو من الحديد هذه الاسطوانات صممت لتعبئتها بالهواء
وبضغط عالي جدا يصل إلى 300 رطل / بوصة مربعة،
هناك عدة أحجام مختلفة من اسطوانات الغوص كل اسطوانة غوص تختلف عن الأخرى،
لأنها تحتوي على رقم تسلسلي وتاريخ الصنع وحجم الاسطوانة والضغط التشغيلي لها إضافة إلى الوكالة
التي قامت بتصنيع هذه الاسطوانة،
اسطوانات الغوص لابد أن تخضع لاختبار الضغط لضمان صلاحيتها كل خمسة سنوات،
مميزات اسطوانات الحديد تتحمل ضغط أعلى من الألمنيوم لكن عيوبها أنها أثقل وزنا،
وقد تتعرض للصدأ الذي يضعف جدار الاسطوانة خصوصا من الداخل،
للمحافظة على نظافة الاسطوانة من الداخل لا تفرغها من الضغط كليا،
إن وجود أي ضغط داخل الاسطوانة يمنع دخول الرطوبة أو الغبار حافظ على اسطوانة الغوص بعدم
تعريضها لحرارة الشمس خصوصا إذا كانت معبئة بالهواء،
كذلك كن حريصا على أن لا تكون عرضة للسقوط.اسطوانة الغوص قد تكون خطرا حقيقيا إذا أهملت.
صمامات الاسطوانات
الهدف من الصمامات هو التحكم بتدفق الهـواء الخارج
من الاسطوانة وذلك بالفتح أو الإغلاق،
هناك العديد من أنواع الصمامات مختلفة الأشكال والمواصفات أما النوع الحديث هو نوع
(K) وهو عبارة عن صمام فتح وإغلاق،
ويوجد بالصمام)حلقة مطاطية) فائدتها منع تهريب الهواء ما بين الاسطوانة والمنظم
كما أن هناك قرص مانع انفجار الاسطوانة، وهو عبارة عن شريحة دائرية مركبة على ثقب في صمام
الاسطوانة تنفجر هذه الشريحة في حالة زيادة ضغط الاسطوانة والهدف منها حماية الاسطوانة من تأثير
زيادة الضغط وتمنع حصول انفجار الاسطوانة، للمحافظة على هذه الشريحة يجب الكشف عليها كل
سنة عند محلات الغوص المتخصصة.إسطوانة الهواء خزان معدني أسطـواني الشكل يستعمل لتخزين
هواء ذي ضغط عال للتنفس وتتوفر هذه الإسطوانات بسعات هواء مختلفة ويعتمد ذلك على ضغطها
التشغيلي ومقاسها ويعبر عن سعتها بالكيلو غرام أو سعة كذا لتر ماء أو بالقدم المكعب وبضغط هذا
الهواء تستطيع إسطوانة صغيرة احتواء الكثير من الهواء والمقاسات الثلاثة الأكثر شيوعاً في الاستعمال
هي 8 - 10 - 11,50 لتر أو 50 - 71,20 أو 80 قدم مكعب ومع وجود مقاسات أخرى يمكن
ربط اسطوانتين ببعضهما لتشكلا خزانا مزدوجاً يوفر مزيد من مخزان الهواء لاستعمال في حالات خاصة
في الغوص والاسطوانة القياسية سعة 71,2 أو 80 قدماً مكعب تحوي كمية من الهواء تعادل في حجمها
غرفة صغيرة في المنزل ضغط في فراغ أسطـواني لا يزيد طوله عن قدمين ولا يزيد قطره عن نصف قدم
تقريباً وعند انضغاط هذا الحجم من الهـواء في الأسطـوانة يرتفع وقد يزيد ضغط اسطـوانة الغوص عن
4000 رطل / البوصة المربعة فإن الضغوط القياسية للتشغيل للأسطوانة الشائعة اليوم هي 1800 و
22500 و 3000 و 3500 / البوصة المربعة.
مواصفات هواء التنفس:
أن الهواء الذي نستخدمه لتعبئة اسطوانات الغوص عبارة عن هواء مضغوط مفلتر خالي من جميع الشوائب
ليس له رائحة أو طعم أو لون،
يجب أن تعبئ اسطوانات الغوص من محلات الغطس المتخصصة،
فهم الوحيدين المحترفون الذين لا يغامرون بسمعة محلاتهم لاختبار هواء الاسطوانة ما عليك إلا
وضع منديل ابيض اللون على فوهة الاسطوانة، ثم افتح الصمّام قليلا بعد لحظة لاحظ هل تغير
لون المنديل وكاختبار آخر للرائحة قم بشم هواء الاسطوانة مباشرة،
إذا أحسست بصداع أثناء الغوص أو بضيق في التنفس ما عليك إلا إنهاء الغوصة والتأكد من هواء
الاسطوانة ذلك بسؤال زملاء الغوصة بشعورهم من هواء اسطواناتهم،
الهواء الملوث قـد يكون ثاني أكسيد الكربون، أو أول أكسيد الكربون، أو أبخرة زيت جهاز التعبئة،
إن تعبئة هواء ملوث يتحمل مسئوليته مركز الغوص،
لا تستعمل أبداً هواء تشك انه ملوث
```
الهواء المضغوط..
```

تصنع اسطوانات الغوص عادةً من الألمنيوم أو من الحديد هذه الاسطوانات صممت لتعبئتها بالهواء
وبضغط عالي جدا يصل إلى 300 رطل / بوصة مربعة،
هناك عدة أحجام مختلفة من اسطوانات الغوص كل اسطوانة غوص تختلف عن الأخرى،
لأنها تحتوي على رقم تسلسلي وتاريخ الصنع وحجم الاسطوانة والضغط التشغيلي لها إضافة إلى الوكالة
التي قامت بتصنيع هذه الاسطوانة،
اسطوانات الغوص لابد أن تخضع لاختبار الضغط لضمان صلاحيتها كل خمسة سنوات،
مميزات اسطوانات الحديد تتحمل ضغط أعلى من الألمنيوم لكن عيوبها أنها أثقل وزنا،
وقد تتعرض للصدأ الذي يضعف جدار الاسطوانة خصوصا من الداخل،
للمحافظة على نظافة الاسطوانة من الداخل لا تفرغها من الضغط كليا،
إن وجود أي ضغط داخل الاسطوانة يمنع دخول الرطوبة أو الغبار حافظ على اسطوانة الغوص بعدم
تعريضها لحرارة الشمس خصوصا إذا كانت معبئة بالهواء،
كذلك كن حريصا على أن لا تكون عرضة للسقوط.اسطوانة الغوص قد تكون خطرا حقيقيا إذا أهملت.
صمامات الاسطوانات
الهدف من الصمامات هو التحكم بتدفق الهـواء الخارج
من الاسطوانة وذلك بالفتح أو الإغلاق،
هناك العديد من أنواع الصمامات مختلفة الأشكال والمواصفات أما النوع الحديث هو نوع
(K) وهو عبارة عن صمام فتح وإغلاق،
ويوجد بالصمام)حلقة مطاطية) فائدتها منع تهريب الهواء ما بين الاسطوانة والمنظم
كما أن هناك قرص مانع انفجار الاسطوانة، وهو عبارة عن شريحة دائرية مركبة على ثقب في صمام
الاسطوانة تنفجر هذه الشريحة في حالة زيادة ضغط الاسطوانة والهدف منها حماية الاسطوانة من تأثير
زيادة الضغط وتمنع حصول انفجار الاسطوانة، للمحافظة على هذه الشريحة يجب الكشف عليها كل
سنة عند محلات الغوص المتخصصة.إسطوانة الهواء خزان معدني أسطـواني الشكل يستعمل لتخزين
هواء ذي ضغط عال للتنفس وتتوفر هذه الإسطوانات بسعات هواء مختلفة ويعتمد ذلك على ضغطها
التشغيلي ومقاسها ويعبر عن سعتها بالكيلو غرام أو سعة كذا لتر ماء أو بالقدم المكعب وبضغط هذا
الهواء تستطيع إسطوانة صغيرة احتواء الكثير من الهواء والمقاسات الثلاثة الأكثر شيوعاً في الاستعمال
هي 8 - 10 - 11,50 لتر أو 50 - 71,20 أو 80 قدم مكعب ومع وجود مقاسات أخرى يمكن
ربط اسطوانتين ببعضهما لتشكلا خزانا مزدوجاً يوفر مزيد من مخزان الهواء لاستعمال في حالات خاصة
في الغوص والاسطوانة القياسية سعة 71,2 أو 80 قدماً مكعب تحوي كمية من الهواء تعادل في حجمها
غرفة صغيرة في المنزل ضغط في فراغ أسطـواني لا يزيد طوله عن قدمين ولا يزيد قطره عن نصف قدم
تقريباً وعند انضغاط هذا الحجم من الهـواء في الأسطـوانة يرتفع وقد يزيد ضغط اسطـوانة الغوص عن
4000 رطل / البوصة المربعة فإن الضغوط القياسية للتشغيل للأسطوانة الشائعة اليوم هي 1800 و
2500 و 3000 و 3500 / البوصة المربعة.
مواصفات هواء التنفس:
أن الهواء الذي نستخدمه لتعبئة اسطوانات الغوص عبارة عن هواء مضغوط مفلتر خالي من جميع الشوائب
ليس له رائحة أو طعم أو لون،
يجب أن تعبئ اسطوانات الغوص من محلات الغطس المتخصصة،
فهم الوحيدين المحترفون الذين لا يغامرون بسمعة محلاتهم لاختبار هواء الاسطوانة ما عليك إلا
وضع منديل ابيض اللون على فوهة الاسطوانة، ثم افتح الصمّام قليلا بعد لحظة لاحظ هل تغير
لون المنديل وكاختبار آخر للرائحة قم بشم هواء الاسطوانة مباشرة،
إذا أحسست بصداع أثناء الغوص أو بضيق في التنفس ما عليك إلا إنهاء الغوصة والتأكد من هواء
الاسطوانة ذلك بسؤال زملاء الغوصة بشعورهم من هواء اسطواناتهم،
الهواء الملوث قـد يكون ثاني أكسيد الكربون، أو أول أكسيد الكربون، أو أبخرة زيت جهاز التعبئة،
إن تعبئة هواء ملوث يتحمل مسئوليته مركز الغوص،
لا تستعمل أبداً هواء تشك انه ملوث

### صناعة اسطوانات الغوص
عادة ما يتم تصنيع أسطوانات الغوص من الألومنيوم أو سبائك الصلب، وعادة ما تكون مزودة بواحد من نوعين شائعين من صمامات الأسطوانة للتعبئة والتوصيل بالمنظم. يمكن توفير ملحقات أخرى مثل المشعبات وأشرطة الأسطوانات وشبكات الحماية والأحذية ومقابض الحمل. يمكن استخدام تكوينات مختلفة من الأحزمة لحمل الأسطوانة أو الأسطوانات أثناء الغوص، حسب التطبيق. عادةً ما تحتوي الأسطوانات المستخدمة في الغطس على حجم داخلي (يُعرف باسم سعة المياه) يتراوح بين 3 و 18 لترًا (0.11 و 0.64 قدمًا مكعبًا) والحد الأقصى لضغط العمل من 184 إلى 300 بار (2670 إلى 4350 رطل / بوصة مربعة). تتوفر الأسطوانات أيضًا بأحجام أصغر، مثل 0.5 و 1.5 و 2 لتر، ولكن غالبًا ما تستخدم لأغراض مثل نفخ عوامات علامات السطح والملابس الجافة ومعوضات الطفو بدلاً من التنفس. يمكن للغواصين الغوص باستخدام أسطوانة واحدة، أو زوج من الأسطوانات المتشابهة، أو أسطوانة رئيسية وأسطوانة «حصان» أصغر، محمولة على ظهر الغواص أو مثبتة على الحزام على الجانبين. قد تكون الأسطوانات المزدوجة متشعبة معًا أو مستقلة. في بعض الحالات، هناك حاجة إلى أكثر من أسطوانتين.

## وعاء الضغط
عبارة عن أسطوانة غير ملحومة مصنوعة عادة من الألومنيوم المبثوق على البارد أو الصلب المطروق.  14] تُستخدم أسطوانات الجرح الخيطية في أجهزة التنفس لمكافحة الحريق ومعدات الإسعافات الأولية للأكسجين بسبب وزنها المنخفض، ولكنها نادرًا ما تستخدم في الغوص، نظرًا لارتفاع طفوها الإيجابي.  يتم استخدامها أحيانًا عندما تكون إمكانية النقل للوصول إلى موقع الغوص أمرًا بالغ الأهمية، مثل الغوص في الكهوف. 15] [6] يمكن استخدام الأسطوانات المركبة المعتمدة وفقًا لمعيار ISO-11119-2 أو ISO-11119-3 فقط للتطبيقات تحت الماء إذا كانت كذلك  تم تصنيعها وفقًا لمتطلبات الاستخدام تحت الماء وتم تمييزها بـ "UW".7).

## الحجم الداخلي
الحجم الداخلي يتم اقتباس الحجم الداخلي بشكل شائع في معظم البلدان التي تستخدم النظام المتري.  هذه المعلومات مطلوبة من قبل ISO 13769 ليتم ختمها على كتف الأسطوانة.  يمكن قياسه بسهولة عن طريق ملء الأسطوانة بالمياه العذبة.  وقد أدى ذلك إلى ظهور مصطلح «سعة المياه»، والمختصر باسم WC والذي غالبًا ما يتم تمييزه بختم على كتف الأسطوانة.  يتم التعبير عنه دائمًا تقريبًا بالحجم باللترات، ولكن أحيانًا يتم التعبير عنه بكتلة الماء بالكيلو جرام.  كثافة المياه العذبة قريبة من كيلوغرام واحد لكل لتر، لذا فإن القيم العددية متطابقة بشكل فعال عند دقة منزلة عشرية واحدة.

## المصطلحات
^ المصطلحات يميل مصطلح «أسطوانة الغوص» إلى الاستخدام من قبل مهندسي معدات الغاز والمصنعين ومحترفي الدعم والغواصين الذين يتحدثون الإنجليزية البريطانية.  غالبًا ما يتم استخدام «خزان الغوص» أو «خزان الغوص» بالعامية من قبل غير المتخصصين والمتحدثين الأصليين للغة الإنجليزية الأمريكية.  يشيع استخدام مصطلح «خزان الأكسجين» من قبل غير الغواصين؛  ومع ذلك، فهذه تسمية خاطئة لأن هذه الأسطوانات تحتوي عادةً على هواء تنفس (جوي مضغوط)، أو خليط هواء غني بالأكسجين.  نادرًا ما تحتوي على أكسجين نقي، إلا عند استخدامها للغوص مع إعادة التنفس، أو توقف الضغط الضحل في الغوص التقني أو لعلاج إعادة ضغط الأكسجين في الماء.  يمكن أن يؤدي استنشاق الأكسجين النقي على أعماق تزيد عن 6 أمتار (20 قدمًا) إلى تسمم الأكسجين.  1) يُشار أيضًا إلى أسطوانات الغوص على أنها زجاجات أو قوارير، وعادة ما يسبقها كلمة سكوبا أو غوص أو هواء أو (2) أو إنقاذ.  يمكن تسمية الأسطوانات أيضًا باسم aqualungs ، وهي علامة تجارية عامة مشتقة من معدات Aqua-Lung التي تصنعها شركة Aqua Lung / La Spirotechnique ، 13) على الرغم من أن ذلك يتم تطبيقه بشكل أكثر ملاءمة على مجموعة غوص بدائرة مفتوحة أو منظم غوص ذو دائرة مفتوحة.  يمكن أيضًا تحديد أسطوانات الغطس من خلال تطبيقها، كما هو الحال في أسطوانات الإنقاذ، وأسطوانات المرحلة، وأسطوانات الديكو، والأسطوانات الجانبية، وأسطوانات المهر، وأسطوانات النفخ، إلخ.

## الألومنيوم
وهناك اسطوانة شائعة خاصة المقدمة في منتجعات الغوص الاستوائية هي «الألومنيوم-S80» وهو تصميم اسطوانة الألومنيوم مع حجم داخلي من 0.39 قدم مكعب (11.0 لتر) تصنيف لعقد حجم اسمي قدره 80 قدم مكعب (2300 لتر) من غاز الضغط الجوي في ضغط العمل تصنيفها من 3000 جنيه في بوصة مربعة (207 بار). وغالبا ما تستخدم أيضا اسطوانات الألومنيوم حيث الغواصين تحمل العديد من اسطوانات، مثل في الغوص التقنية في الماء الذي هو دافئ بما فيه الكفاية أن دعوى الغوص لا توفر الكثير من الطفو، لأن الطفو أكبر من اسطوانات الألومنيوم يقلل من كمية الطفو اضافية الغواص سوف تحتاج إلى تحقيق الطفو محايدة. كما أنها يفضل أحيانا عندما حمل كاسطوانات "sidemount" أو «حبال» كما الطفو شبه محايدة يسمح لهم شنق مريح على طول جانبي الجسم الغواص، دون تقليم مزعجة، ويمكن أن يتم تسليمها إلى غواص آخر أو مرحلة انخفض مع تأثير ضئيل على الطفو. معظم اسطوانات الألومنيوم مسطحة القاع، مما يسمح لهم بالوقوف منتصبا على سطح المستوى، ولكن تم تصنيع بعض مع قيعان القبة. عند الاستخدام، يضيف صمام الأسطوانة والمنظم كتلة إلى أعلى الأسطوانة، وبالتالي فإن القاعدة تميل إلى أن تكون مزدهرة نسبيًا، وتميل أسطوانات قطرة الألومنيوم إلى الراحة في الأسفل في وضع مقلوب إذا كان الطفو شبه محايد. لنفس السبب أنها تميل إلى شنق في زاوية عندما حمل كما اسطوانات حبال ما لم تقيد.
سبائك الألومنيوم المستخدمة لاسطوانات الغوص هي 6061 و 6351. 6351 سبائك يخضع لتكسير تحميل مستمر وينبغي أن تكون اسطوانات المصنعة من هذه السبائك دوريا eddy الحالية اختبارها وفقا للتشريعات الوطنية وتوصيات الشركة المصنعة. 6351 وقد تم استبدال سبيكة لتصنيع جديدة، ولكن العديد من اسطوانات القديمة لا تزال في الخدمة، ولا تزال قانونية وتعتبر آمنة إذا اجتازت الاختبارات الدورية hydrostatic, البصرية وeddy الحالية المطلوبة من قبل التنظيم وكما هو محدد من قبل الشركة المصنعة. وعدد الاسطوانات التي فشلت بشكل كارثي هو في حوالي 50 من أصل حوالي 50 مليون مصنعة. وقد فشل عدد أكبر في الاختبار الحالي eddy والتفتيش البصري لخيوط الرقبة، أو تسربت وأزيلت من الخدمة دون الإضرار بأي شخص.
وعادة ما يتم تصنيع اسطوانات الألومنيوم عن طريق البثق الباردة من البيلينيوم في عملية التي تضغط أولا على الجدران والقاعدة، ثم تقليم الحافة العليا من جدران الاسطوانة، تليها الصحافة تشكيل الكتف والرقبة. العملية الهيكلية النهائية هو التشّخ السطح الخارجي الرقبة، مملة وقطع خيوط الرقبة و O-حلقة الأخدود. ثم يتم معالجة الاسطوانة الحرارية واختبارها وختمها بعلامات دائمة مطلوبة. اسطوانات الغوص الألومنيوم عادة ما يكون قواعد مسطحة، والذي يسمح لهم بالوقوف منتصبا على الأسطح الأفقية، والتي هي سميكة نسبيا للسماح للمعالجة الخام وارتداء كبيرة. وهذا يجعلها أثقل مما تحتاج إلى أن تكون للقوة، ولكن الوزن الزائد في القاعدة يساعد أيضا على الحفاظ على مركز الثقل منخفضة مما يعطي توازنا أفضل في الماء ويقلل من الطفو الزائد.
في الغوص بالماء البارد، حيث يرتدي شخص يرتدي بدلة غوص عازلة حراريًا عالية لديه فائض كبير من الطفو، غالبًا ما تستخدم اسطوانات الصلب لأنها أكثر كثافة من اسطوانات الألومنيوم. كما أنها غالبا ما يكون أقل كتلة من اسطوانات الألومنيوم مع نفس القدرة الغاز، وذلك بسبب قوة الموادأعلى بكثير، وبالتالي فإن استخدام اسطوانات الصلب يمكن أن يؤدي إلى كل من اسطوانة أخف وزنا وأقل الصابورة المطلوبة لنفس قدرة الغاز، وتوفير اتجاهين على الوزن الجاف العام التي يحملها الغواص. اسطوانات الصلب أكثر عرضة من الألومنيوم للتآكل الخارجي، وخاصة في مياه البحر، ويمكن أن تكون مجلفنة أو المغلفة مع الدهانات حاجز التآكل لمقاومة تلف التآكل. ليس من الصعب مراقبة التآكل الخارجي، وإصلاح الطلاء عند تلفه، واسطوانات الصلب التي يتم صيانتها بشكل جيد لها عمر خدمة طويل، وغالبا ما تكون أطول من اسطوانات الألومنيوم، لأنها ليست عرضة لتلف التعب عندما تملأ ضمن حدود ضغط العمل الآمن.
يتم تصنيع اسطوانات الصلب مع مقببة (محدبة) وطبق (مقعر) قيعان. ملف طبق يسمح لهم بالوقوف منتصبا على سطح أفقي، وهو الشكل القياسي للاسطوانات الصناعية. الأسطوانات المستخدمة لإمدادات الغاز في حالات الطوارئ على أجراس الغوص غالبا ما تكون هذا الشكل، وعادة ما تكون سعة المياه حوالي 50 لتر ("J"). تعطي قيعان القبة حجمًا أكبر لنفس كتلة الأسطوانات، وهي المعيار لاسطوانات الغوص تصل إلى 18 لترًا من سعة المياه، على الرغم من أن بعض الأسطوانات المقعرة قد تم تسويقها للغوص.
سبائك الصلب المستخدمة في صناعة اسطوانة الغوص هي مصرح بها من قبل معيار التصنيع. على سبيل المثال، تتطلب DOT 3AA القياسية في الولايات المتحدة استخدام الـ Open-الموقد، أو الأكسجين الأساسي، أو الصلب الكهربائي بجودة موحدة. وتشمل السبائك المعتمدة 4130X وNE-8630 و9115 و9125 والكربون البورون والمنغنيز الوسيط، مع مكونات محددة، بما في ذلك المنغنيز والكربون، والموليبدينوم والكروم والبورون والنيكل والزركونيوم.
يمكن تصنيع اسطوانات الصلب من أقراص صفيحة الصلب، والتي هي باردة الانتباه إلى شكل كوب أسطواني، على مرحلتين أو ثلاث مراحل، ولها عموما قاعدة مقببة إذا كانت مخصصة لسوق الغوص، لذلك لا يمكنهم الوقوف بأنفسهم. بعد تشكيل القاعدة والجدران الجانبية، يتم تشذيب الجزء العلوي من الاسطوانة إلى طول، ساخنة وساخنة نسج لتشكيل الكتف وإغلاق الرقبة. هذه العملية يثخن مادة الكتف. يتم معالجة الاسطوانة بالحرارة عن طريق التبريد والتهيّم لتوفير أفضل قوة وصلابة. يتم تشكيل الاسطوانات لتوفير خيط الرقبة ومقعد o-ring (إن وجد)، ثم تنظيفها كيميائياً أو إطلاق النار داخل وخارج لإزالة مقياس الطحن. بعد الفحص والاختبار الهيدروستاتيكي يتم ختمها مع علامات دائمة المطلوبة، تليها طلاء خارجي مع طلاء حاجز التآكل أو الجلفنة تراجع الساخنة.

## اسطوانةالرقبة
عنق الاسطوانة هو جزء من النهاية الذي يتشكل كاسطوانة متحدة المركز الضيقة، ومخيط داخليًا ليناسب صمام الاسطوانة. هناك عدة معايير لخيوط الرقبة، وهذه تشمل:
- مؤشر الترابط (17E)، مع مؤشر ترابط اليد اليمنى 12% مدق، معيار ويتورث 55 درجة شكل مع الملعب من 14 المواضيع لكل بوصة (5.5 المواضيع لكل سم) وقطره في الخيط العلوي من اسطوانة من 18.036 ملليمتر (0.71 في). هذه الاتصالات مختومة باستخدام شريط الخيط وعزم الدوران إلى ما بين 120 و 150 نيوتن متر (89 و 111 lbf·ft) على اسطوانات الصلب، وبين 75 و 140 Nالمتفرغ (55 و 103 lbf المتفرغ) على اسطوانات الألومنيوم.

يتم إجراء مؤشرات ترابط متوازية إلى عدة معايير:
- M25x2 ISO مؤشر ترابط متوازي، وهو مختوم بواسطة O-ring و torqued إلى 100 إلى 130 Nيتزعزع m (74 إلى 96 lbf التمييزي ft) على الصلب، و 95 إلى 130 Nيتزعزع m (70 إلى 96 lbf·ft) على اسطوانات الألومنيوم;
- مؤشر ترابط متوازي M18x1.5، وهو مختوم بواسطة O-ring، وينعقر إلى 100 إلى 130 Nيتزعزع (74 إلى 96 lbfالاغلاق قدم) على اسطوانات الصلب، و85 إلى 100 Nالمتفرغ (63 إلى 74 lbfوالربع ft) على أسطوانات الألومنيوم.
- 3/4"x14 مؤشر ترابط متوازي BSP، الذي يحتوي على شكل مؤشر ترابط ويتوورث 55 درجة، وقطر الملعب 25.279 ملليمتر (0.9952 بوصة) وملعب من 14 خيوط لكل بوصة (1.814 مم)؛
- 3/4 "x14 NGS(NPSM) مؤشر ترابط متوازي، مختومة بواسطة O-ring، عزم إلى 40 إلى 50 Nالمتفرغ (30 إلى 37 lbf التمييزي ft) على أسطوانات الألومنيوم، التي لديها شكل خيط 60 درجة، وقطرها من 0.9820 إلى 0.9873 في (24.94 إلى 25.08 ملم)، وملعب من 14 خيوط لكل بوصة (5.5 خيوط لكل سم)؛
- 3/4 "X16 UNF، مختومة بواسطة O-ring، عزمر إلى 40 إلى 50 Nترحم m (30 إلى 37 رطلف قدم) على أسطوانات الألومنيوم.
- 7/8"X14 UNF، مختومة بواسطة O-حلقة.

و3/4 «NGS و 3/4»BSP متشابهة جدا، وجود نفس الملعب وقطر الملعب الذي يختلف فقط بنحو 0.2 ملم (0.008 في)، لكنها ليست متوافقة، كما أشكال الموضوع مختلفة.
يتم إغلاق جميع الصمامات الخيطية المتوازية باستخدام O-ring في أعلى خيط الرقبة الذي أختام في الشطب أو خطوة في الرقبة اسطوانة وضد شفة من صمام.

## علاماتالطوابعالدائمة
يحمل كتف الأسطوانة علامات الطوابع التي توفر المعلومات المطلوبة حول الاسطوانة.
وتشمل العلامات المطلوبة عالميا ما يلي:
- تعريف الشركة المصنعة
- معيار التصنيع، والتي ستحدد مواصفات المريّة
- الرقم المسلسل
- تاريخ الصنع
- ضغط الشحن
- القدرات
- علامة وكالة الاختبار المعتمدة
- تاريخ كل اختبار إعادة التحقق

وقد تكون هناك مجموعة من العلامات الأخرى التي قد تتطلبها اللوائح الوطنية، أو قد تكون اختيارية.

## صمامالاسطوانة
المنظمين مع DIN صمام (يسار) وصمام النير (يمين)
الغرض من صمام الاسطوانة أو صمام العمود هو التحكم في تدفق الغاز من وإلى وعاء الضغط وتوفير اتصال مع المنظم أو خرطوم التعبئة. عادة ما يتم تشكيل صمامات الاسطوانة من النحاس الأصفر وتنتهي بطبقة واقية وزخرفية من طلاء الكروم. أنبوب المعادن أو البلاستيك تراجع أو صمام الغطس مشدود في الجزء السفلي من صمام يمتد إلى الاسطوانة للحد من خطر الملوثات السائلة أو الجسيمات في الاسطوانة الدخول في الممرات الغازية عندما يتم قلب الاسطوانة، وحجب أو التشويش المنظم. بعض هذه الأنابيب تراجع وفتح عادي، ولكن بعض لديها مرشح لا يتجزأ.
يتم تصنيف صمامات الأسطوانات حسب أربعة جوانب أساسية: مواصفات الخيط، الاتصال بالمنظّم، تصنيف الضغط، والميزات المميزة. المعايير المتعلقة بمواصفات وتصنيع صمامات الاسطوانة تشمل ISO 10297 و CGA V-9 القياسية لصمامات اسطوانة الغاز.

### اختلافات مؤشر ترابط الأسطوانة
Draeger 300 شريط مؤشر التابل صمام الاسطوانة DIN
A 232 شريط صمام الاسطوانة اتصال DIN مع اتصال M25x2 اسطوانة مؤشر ترابط متوازي
قد تكون مؤشرات ترابط الاسطوانة في تكوينين أساسيين: مؤشر ترابط مدبّر ومؤشر ترابط متوازي. هذه المواصفات موضوع مفصلة في مقطع سابق. يجب أن تتطابق مواصفات مؤشر ترابط الصمام تمامًا مع مواصفات مؤشر العنق للأسطوانة. يمكن أن تفشل خيوط الرقبة المتطابقة بشكل غير صحيح تحت الضغط ويمكن أن يكون لها عواقب وخيمة.
الخيوط المتوازية هي أكثر تسامحا من إزالة المتكررة وإعادة تليق من صمام للتفتيش والاختبار.

### الاتصالبالمنظّم
عرض القسم من A-المشبك، النير- أو INT صمام، والتي تبين السطوح الختم، وفقا لISO 12209-3
DIN صمام للاتصال المنظم، وتبين السطوح الختم، وفقا لISO 12209-2
يُشكل خاتم مطاطي ص ختماً بين معدن صمام العمود ومعدن منظم الغوص. ويمكن استخدام الفلورولاستومر (مثل فيتون) O-rings مع اسطوانات تخزين مخاليط الغاز الغنية بالأكسجين للحد من خطر الحريق. هناك نوعان أساسيان من صمام الاسطوانة إلى اتصال منظم في الاستخدام العام لاسطوانات الغوص التي تحتوي على الهواء:
- موصلات A-المشبك أو النير - يحيط الاتصال على المنظم بعمود الصمام ويضغط على خرج O-ring للصمام الركيزة مقابل مقعد الإدخال في المنظم. يوصف الاتصال رسمياً بأنه اتصال CGA 850 نير. النير هو مشدود أسفل دافئ باليد (الإفراط في التنفير يمكن أن يجعل النير من المستحيل إزالتها في وقت لاحق دون أدوات) ويتم إنشاء الختم عن طريق لقط O-حلقة بين أسطح المنظم والصمام. عند فتح الصمام، يُوسع ضغط الأسطوانة حلقة O ضد السطح الخارجي لـ O-ring في الصمام. غير كافية لقط القوة قد تسمح الضغط لبثق O-حلقة بين وجوه صمام ومنظم، مما أدى إلى تسرب. هذا النوع من الاتصال بسيط ورخيص ويستخدم على نطاق واسع في جميع أنحاء العالم. لديها أقصى درجة ضغط من 232 شريط وأضعف جزء من الختم، و O-حلقة، ليست محمية بشكل جيد من الضغط الزائد.
- موصلات مؤشر الترابط المسمار DIN - البراغي التنظيمية في صمام الاسطوانة التي تحاصر O-ring بشكل آمن بين وجه الختم للصمام والأخدود O-ring في المنظم. هذه هي أكثر موثوقية من A-المشابك لأن O-ring محمي بشكل جيد، ولكن العديد من البلدان لا تستخدم تجهيزات DIN على نطاق واسع على الضواغط، أو الاسطوانات التي لديها تركيبات DIN، لذلك قد يحتاج الغواص الذي يسافر إلى الخارج مع نظام DIN إلى اتخاذ محول، إما لربط منظم الدين بأسطوانة مستأجرة، أو لربط خرطوم حشو A-المشبك بصمام أسطوانات DIN.

هناك أيضا صمامات اسطوانة لاسطوانات الغوص التي تحتوي على غازات أخرى غير الهواء:
- جديد الأوروبية المعيار EN 144-3:2003 أدخلت نوع جديد من صمام، على غرار القائمة 232 بار أو 300 صمامات DIN شريط، ومع ذلك، مع مترية M26×2 المناسب على كل من الاسطوانة والمنظم. ويقصد بها أن تستخدم في تنفس الغاز مع وجود محتوى من الأكسجين فوق الموجود عادة في الهواء الطبيعي في الغلاف الجوي للأرض (أي 22-100٪).من أغسطس - آب 2008, تطلّب هذا كان في الاتحاد أوروبيّة لكلّ غطس تجهيز يستعمل مع نيترx أو أكسجين صافية. الفكرة وراء هذا المعيار الجديد هو منع الخليط الغني التي يتم تعبئتها إلى اسطوانة ليست نظيفة الأكسجين. ولكن حتى مع استخدام النظام الجديد لا يزال هناك شيء ما عدا الرعاية الإجرائية البشرية لضمان أن اسطوانة مع صمام جديد لا يزال الأكسجين نظيفة- وهو بالضبط كيف عمل النظام السابق.
- تم تزويد M 24x2 صمام اسطوانة الموضوع الذكور مع بعض dräger شبه مغلقة rebreathers دائرة الترفيهية (دراغر راي) للاستخدام مع خليط نيتريكس. كان لدى الجهة التنظيمية التي تم تزويدها بـ rebreather اتصال متوافق.

### تصنيفالضغط
يتم تصنيف صمامات النير بين 200 و 240 بار، ولا يبدو أن هناك أي تفاصيل التصميم الميكانيكية منع الاتصال بين أي تركيبات النير، على الرغم من أن بعض المشابك النير القديمة لن يصلح أكثر من شعبية 232/240 شريط مزيج DIN / صمام النير اسطوانة كما نير ضيق جدا.
يتم إنتاج صمامات DIN في 200 شريط و 300 شريط تقييمات الضغط. تم تصميم عدد مؤشرات الترابط وتكوين التفاصيل للاتصالات لمنع التركيبات غير المتوافقة لمرفق الحشو أو المرفق المنظم مع صمام الأسطوانة.
- 232 بار DIN (5-خيط، G5/8) منفذ / موصل #13 إلى DIN 477 الجزء 1 - (من الناحية الفنية يتم تحديدها لاسطوانات مع 300 شريط اختبار الضغط)
- 300 بار DIN (7-خيط، G5/8) منفذ / موصل #56 إلى DIN 477 الجزء 5 - هذه هي مماثلة لتركيب DIN 5-الخيط ولكن يتم تصنيفها إلى 300 ضغط العمل شريط. (من الناحية الفنية يتم تحديدها لاسطوانات مع 450 شريط اختبار الضغط). و300 شريط ضغطات عاديّة في أوروبيّة غطس وفي الولايات [أوس] كهف غوص.

### محولات
تتوفر محولات للسماح اتصال المنظمين DIN لصمامات اسطوانة النير (A-المشبك أو محول النير)، وربط المنظمين النير إلى صمامات اسطوانة DIN. هناك فئتان من المحولات: محولات التوصيل ومحولات الكتل. يتم تصنيف محولات التوصيل لـ 232/240 بار ، ولا يمكن استخدامها إلا مع الصمامات المصممة لقبولها. هذه يمكن التعرف عليها من قبل استراحة غمبلة مقابل فتح منفذ، وتستخدم لتحديد موقع المسمار من A-المشبك. يتم تصنيف محولات كتلة عموما ل200 شريط، ويمكن استخدامها مع ما يقرب من أي صمام DIN بار 200.
مسامير محول كتلة في صمام اسطوانة DIN للسماح اتصال منظم نير
A نير (A-المشبك) لمحول DIN يسمح اتصال منظم DIN لصمام اسطوانة يُنَي
DIN محول التوصيل للصمامات الاسطوانة المتوافقة
صمام DIN مع محول المكونات لمرفق النير المجهزة

### ميزات مميزة أخرى

#### صمامات عاديّة
12 لتر، 232 شريط اسطوانة مع الجانب الأيمن المغزل صمام DIN. الترميز اللون الكتف هو معيار المملكة المتحدة القديم للهواء المضغوط التنفس قبل عام 2006.
"H" صمام مع اتصالات DIN
صمام مقلاع مع اتصالات DIN لديه كل من اليمين وصمام المغزل الجانب الأيسر في نفس الجسم
نوع صمام الأسطوانة الأكثر استخداماً هو الصمام العادي للمنفذ الواحد، والمعروف أحيانًا باسم صمام "K"، الذي يسمح بالاتصال بمنظّم واحد، وليس له وظيفة احتياطية. انها ببساطة يفتح للسماح لتدفق الغاز، أو يغلق لإغلاقه. وتستخدم عدة تكوينات، مع خيارات اتصال DIN أو A-المشبك، وترتيبات الدوران الرأسي أو عرضية. يتم تشغيل الصمام عن طريق تشغيل مقبض الباب ، وعادة المطاط أو البلاستيك ، والذي يوفر قبضة مريحة. يلزم العديد من المنعطفات لفتح الصمامات بالكامل. بعض الصمامات DIN قابلة للتحويل إلى A-المشبك باستخدام إدراج الذي هو مشدود في الفتحة.
Y وH صمامات اسطوانة اثنين من منافذ، كل مع صمام الخاصة، السماح اثنين من المنظمين ليتم توصيلها إلى الاسطوانة. إذا كان أحد المنظمين "freeflows"، وهو وضع الفشل المشترك ، أو الجليد ، والذي يمكن أن يحدث في الماء تحت حوالي 5 درجة مئوية ، يمكن إغلاق صمامه وتنفس الأسطوانة من المنظم المتصلة بالصمام الآخر. الفرق بين صمام H وY صمام هو أن الجسم Y صمام ينقسم إلى وظيفتين تقريبا 90 درجة إلى بعضها البعض و 45 درجة من المحور الرأسي، تبدو وكأنها Y، في حين يتم تجميعها عادة H صمام من صمام مصممة كجزء من نظام متعدد مع وظيفة صمام إضافية متصلة مأخذ متعددة، مع وظائف صمام متوازية ورأسية، والتي تبدو قليلا مثل H. Y-الصمامات المعروفة أيضا باسم «صمامات مقلاع» بسبب مظهرها.

#### صمامات احتياطية
صمام جي من c.1960
Draeger 200 شريط محوري مغزل اسطوانة الصمامات مع متعددة وذراع الاحتياطي
Dräger تفتق مؤشر ترابط محوري محور اسطوانة صمام مع رافعة الاحتياطي
حتى 1970s، عندما جاء مقاييس الضغط الغاطسة على المنظمين في الاستخدام المشترك، اسطوانات الغوص غالبا ما تستخدم آلية الاحتياطي الميكانيكية للإشارة إلى الغواص أن الاسطوانة كانت فارغة تقريبا. تم قطع إمدادات الغاز تلقائيًا بواسطة صمام محمل بالربيع عندما وصل ضغط الغاز إلى ضغط الاحتياطي. للإفراج عن الاحتياطي، سحب الغواص أسفل على قضيب التي ركض على طول جانب الاسطوانة والتي تنشيط رافعة لفتح صمام الالتفافية. الغواص ثم الانتهاء من الغوص قبل الاحتياطي (عادة 300 جنيه لكل بوصة مربعة (21 بار)) استهلك. وفي بعض الأحيان، كان الغواصون يفجرون الآلية عن غير قصد بينما يقومون بارتداء العتاد أو يقومون بحركة تحت الماء، وإذا لم يدركوا أن المحمية قد تم الوصول إليها بالفعل، يمكنهم أن يجدوا أنفسهم خارج الهواء في العمق دون أي تحذير على الإطلاق. أصبحت هذه الصمامات تعرف باسم «صمامات J» من كونها البند "J" في واحدة من كتالوجات مصنع معدات الغوص الأولى. وكان صمام النير غير الاحتياطي القياسي في ذلك الوقت هو البند "K"، وغالبا ما لا يزال يشار إليه باسم «K-صمام». لا تزال الصمامات J تستخدم أحيانًا من قبل الغواصين المحترفين في الرؤية الصفرية ، حيث لا يمكن قراءة مقياس الضغط الغاطس (SPG). في حين أن صناعة الغوص الترفيهية قد توقفت إلى حد كبير دعم ومبيعات صمام J، فإن وزارة الدفاع الأمريكية والبحرية الأمريكية و NOAA (الإدارة الوطنية لعلوم المحيطات والغلاف الجوي) و OSHA (الإدارة الوطنية للصحة والسلامة المهنية) لا تزال تسمح أو توصي باستخدام صمامات J كبديل لاسطوانة إنقاذ أو كبديل لمقياس الضغط الغاطس. وهي عموما غير متوفرة من خلال محلات الغوص الترفيهية، ولكن لا تزال متاحة من بعض الشركات المصنعة. يمكن أن تكون أكثر تكلفة بكثير من صمامات K من نفس الشركة المصنعة.
أقل شيوعا في 1950s إلى 1970s كان R صمام التي كانت مجهزة تقييد التي تسببت في التنفس لتصبح صعبة كما الاسطوانة تقترب من الإرهاق، ولكن من شأنها أن تسمح أقل تقييدا التنفس إذا بدأ الغواص في الصعود وضغط المياه المحيطة انخفض، وتوفير أكبر فرق الضغط على الفوهة. لم يكن شائعًا بشكل خاص لأنه إذا كان من الضروري أن ينحدر الغواص أثناء الخروج من كهف أو حطام ، فإن التنفس سيصبح أكثر صعوبة تدريجيًا مع عمق الغواص ، ليصبح في نهاية المطاف مستحيلًا حتى يتمكن الغواص من الصعود إلى ضغط محيط منخفض بما فيه الكفاية.

#### صمامات اليد
بعض نماذج صمام اسطوانة لها مغزل محوري - تمشيا مع محور اسطوانة، ويتم تسليم لا. الصمامات الجانبية المغزل القياسية لها مقبض الصمام على الجانب الأيمن للغواص عندما تكون مثبتة على الظهر. صمامات المغزل الجانبية المستخدمة مع المواجل يجب أن يكون زوج اليد - واحد مع مقبض إلى اليمين والآخر مع مقبض إلى اليسار، ولكن في جميع الحالات يتم فتح صمام عن طريق تحويل مقبض الباب في اتجاه عقارب الساعة، وأغلقت عن طريق تحويله في اتجاه عقارب الساعة. هذا هو الاتفاقية مع تقريبا جميع الصمامات لجميع الأغراض. يتم استخدام صمامات الجانب المغزل باليد اليمنى واليسرى من قبل الغواصين sidemount. قد تكون فارغة هذه قبالة الصمامات المتعددة أو خصيصا لهذا الغرض.

#### انفجار القرص
بعض المعايير الوطنية تتطلب أن صمام الاسطوانة يتضمن قرص انفجار، وهو جهاز لتخفيف الضغط من شأنها أن تطلق الغاز قبل فشل الاسطوانة في حالة الضغط الزائد. إذا تمزق قرص انفجار أثناء الغوص، سيتم فقدان محتويات الأسطوانة بالكامل في وقت قصير جدًا. خطر حدوث هذا إلى قرص مصنّد بشكل صحيح، في حالة جيدة، على اسطوانة مملوءة بشكل صحيح منخفضة جداً. يتم تحديد الحماية من الضغط فوق القرص في CGA S1.1 القياسية. معيار لأجهزة تخفيف الضغط. يتم تصنيف ضغط تمزق القرص المتفجر بشكل عام بنسبة 85٪ إلى 100٪ من ضغط الاختبار.

## الملحقات
مكونات إضافية للراحة أو الحماية أو غيرها من الوظائف، غير مطلوبة بشكل مباشر للوظيفة كوعاء ضغط.

### Manifolds
وجه مختومة العزلة متعددة على التوأم 12 لتر اسطوانات الصلب. الأقراص البلاستيكية هي سجلات أحدث التفتيش الداخلي
Draeger 200 شريط اسطوانة متعددة
ختم برميل عزل متعددة
الجانب الأيسر صمام اسطوانة للبرميل ختم متعددة مع المكونات فارغة واتصال DIN
الاسطوانة المتعددة هي أنبوب يربط بين أسطوانتين معاً بحيث يمكن تزويد كل منهما بمحتويات واحدة أو أكثر من المنظمين. هناك ثلاثة تشكيلات شائعة الاستخدام متعددة. أقدم نوع هو أنبوب مع موصل على كل نهاية التي تعلق على منفذ صمام اسطوانة، واتصال منفذ في الوسط، الذي هو مرفق المنظم. يتضمن الاختلاف على هذا النمط صمامًا احتياطيًا عند موصل المنفذ. يتم عزل الاسطوانات من متعددة عندما أغلقت، ويمكن تركيب متعددة أو قطع بينما يتم الضغط على اسطوانات.
في الآونة الأخيرة، أصبحت manifolds المتاحة التي تربط الاسطوانات على جانب اسطوانة من صمام، وترك اتصال منفذ صمام اسطوانة المتاحة للاتصال من المنظم. وهذا يعني أنه لا يمكن إجراء الاتصال أو كسره أثناء ضغط الأسطوانات ، حيث لا يوجد صمام لعزل المتشعب من الجزء الداخلي من الأسطوانة. يسمح هذا الإزعاج الواضح للمنظم أن يكون متصلاً بكل أسطوانة، ومعزولاً عن الضغط الداخلي بشكل مستقل، مما يسمح لمنظم خلل في أسطوانة واحدة بأن يتم عزله مع السماح للمنظم على الأسطوانة الأخرى بالوصول إلى جميع الغاز في كل من الأسطوانتين. قد تكون هذه المتشعبات واضحة أو قد تتضمن صمام عزل في المتشعب، مما يسمح بعزل محتويات الأسطوانات عن بعضها البعض. وهذا يسمح لمحتويات اسطوانة واحدة أن تكون معزولة وتأمينها للغواص إذا تسرب في خيط الرقبة اسطوانة، اتصال متعددة، أو انفجار القرص على اسطوانة أخرى يسبب محتوياته إلى أن تضيع. نظام غير مألوف نسبياً متعدد هو اتصال يُربط مباشرة في خيوط الرقبة لكلتا الأسطوانتين، ولديه صمام واحد لإطلاق الغاز إلى موصل للمنظّم. يمكن أن تتضمن هذه المناجل صمام احتياطي، إما في الصمام الرئيسي أو في أسطوانة واحدة. هذا النظام هو أساسا من الاهتمام التاريخي.

### صمام قفص
المعروف أيضا باسم القفص المتعددة أو قفص المنظم، وهذا هو الهيكل الذي يمكن أن تكون فرضت على عنق الاسطوانة أو اسطوانات مطوية لحماية الصمامات والهيئات التنظيمية المراحل الأولى من الضرر الأثر والكشط أثناء الاستخدامومن المتداول صمام مغلقة من قبل احتكاك من على حامل اليد ضد النفقات العامة. غالبا ما يكون قفص صمام مصنوع من الفولاذ المقاوم للصدأ، ويمكن لبعض التصاميم عقبة على العوائق.

### أشرطة اسطوانة
أشرطة اسطوانة هي الأشرطة، وعادة من الفولاذ المقاوم للصدأ، والتي تستخدم لقط اثنين من اسطوانات معا باعتبارها مجموعة التوأم. قد تكون الاسطوانات مُتعددة أو مستقلة. ومن المعتاد استخدام شريط اسطوانة بالقرب من الجزء العلوي من الاسطوانة، تحت الكتفين، واحد أقل إلى أسفل. المسافة التقليدية بين خطوط الوسط لالترباس إلى اللوح الخلفي هو 11 بوصة (280 ملم).

### التمهيد اسطوانة
اسطوانات توأمة تظهر الأحذية الاسطوانة والشباك والفرقة السفلية
التمهيد اسطوانة هو المطاط الصلب أو غطاء البلاستيك الذي يناسب على قاعدة اسطوانة الغوص لحماية الطلاء من التآكل والتأثير، لحماية السطح الاسطوانة يقف على من تأثير مع الاسطوانة، وفي حالة اسطوانات سفلى مستديرة، للسماح للاسطوانة للوقوف منتصب على قاعدتها. بعض الأحذية لها شقق مصبوب في البلاستيك لتقليل ميل الأسطوانة للفة على سطح مستو. من الممكن في بعض الحالات أن يكون الماء محاصراً بين الحذاء والاسطوانة، وإذا كانت مياه البحر هذه والطلاء تحت الحذاء في حالة سيئة، فقد يتآكل سطح الأسطوانة في تلك المناطق. هذا عادة يستطيع كنت تفاديت ب يشطف في ماء عذبة بعد استعمال وتخزين في مكان جافّة. السحب الهيدروديناميكية المضافة الناجمة عن التمهيد اسطوانة تافهة بالمقارنة مع السحب العام للغطاس، ولكن بعض أنماط التمهيد قد تقدم زيادة طفيفة في خطر التعثر على البيئة.

### اسطوانة صافي
شبكة اسطوانة هو صافي أنبوبي الذي امتدت على اسطوانة وتعادل في أعلى وأسفل. وظيفة هي لحماية الطلاء من الخدش، وعلى اسطوانات تمهيد أنه يساعد أيضا استنزاف السطح بين التمهيد والاسطوانة، مما يقلل من مشاكل التآكل تحت التمهيد. حجم شبكة عادة حوالي 6 ملليمترات (0.24 في). لن يستخدم بعض الغواصين الأحذية أو الشباك لأنها يمكن أن تتعثر بسهولة أكبر من الأسطوانة العارية وتشكل خطر الفخ في بعض البيئات مثل الكهوف والداخلية للحطام. أحيانا يمكن استخدام الأكمام المصنوعة من مواد أخرى لحماية الاسطوانة.

### مقبض الاسطوانة
مقبض اسطوانة الغوص البلاستيك
قد تكون مزودة مقبض اسطوانة، وعادة ما فرضت على الرقبة، لحمل مريح الاسطوانة. وهذا يمكن أن يزيد أيضا من خطر التعثر في بيئة مغلقة.

### أغطية الغبار والمقابس
وتستخدم هذه لتغطية فتحة صمام اسطوانة عندما لا تكون الاسطوانة قيد الاستخدام لمنع الغبار والماء أو غيرها من المواد من تلوث الفوهة. كما يمكن أن تساعد في منع O-حلقة من صمام نوع نير من السقوط. قد يكون تنفيس المكونات بحيث تسرب الغاز من الاسطوانة لا تضغط على المكونات، مما يجعل من الصعب إزالته.

## تصنيف الضغط
سمك جدران الاسطوانة يرتبط مباشرة لضغط العمل، وهذا يؤثر على خصائص الطفو من الاسطوانة. وسوف تكون اسطوانة الضغط المنخفض أكثر طفو من اسطوانة الضغط العالي مع حجم مماثل ونسب من طول إلى قطر وفي نفس سبيكة.

### ضغط العمل
اسطوانات الغوص هي من الناحية الفنية جميع حاويات الغاز الضغط العالي، ولكن داخل الصناعة في الولايات المتحدة هناك ثلاثة تصنيفات ضغط العمل الاسمية (الفسفور الابيض) في الاستخدام المشترك.
الضغط المنخفض (2400 إلى 2640 رطل - 165 إلى 182 بار)
القياسية (3000 psi - 207 بار)، و
ارتفاع الضغط (3300 إلى 3500 psi - 227 إلى 241 بار).
اسطوانات الألومنيوم من صنع الولايات المتحدة وعادة ما يكون ضغط العمل القياسية من 3000 جنيه في بوصة مربعة (210 بار), ومجموعة الألومنيوم المضغوط لديها ضغط العمل من 3,300 جنيه لكل بوصة مربعة (230 بار). ويسمح لبعض اسطوانات الصلب المصنعة وفقا للمعايير الأمريكية لتجاوز ضغط العمل الاسمي بنسبة 10٪، وهذا هو المشار إليه من قبل رمز +. هذا بدل الضغط الإضافي يعتمد على الاسطوانة اجتياز معيار أعلى مناسبة اختبار هيدروستاتيكي الدورية.
هذه الأجزاء من العالم باستخدام النظام متري عادة ما تشير إلى ضغط الاسطوانة مباشرة في شريط ولكن عموما استخدام «الضغط العالي» للإشارة إلى 300 القضبان (4400 رطل) ضغط العمل اسطوانة، والتي لا يمكن استخدامها مع موصل نير على المنظم. 232 بار هو ضغط العمل شعبية جدا لاسطوانات الغوص في كل من الصلب والألومنيوم.

### ضغط الاختبار
يتم تحديد ضغط الاختبار الهيدروستاتيكي (TP) من خلال معيار التصنيع. هذا هو عادة 1.5 × ضغط العمل، أو في الولايات المتحدة، 1.67 × ضغط العمل.

### الضغط المطور
يتم تحديد ضغط عمل الأسطوانة في درجة حرارة مرجعية، عادة 15 درجة مئوية أو 20 درجة مئوية واسطوانات لديها أيضا الحد الأقصى لدرجات حرارة العمل آمنة محددة، وغالبا 65 درجة الضغط الفعلي في الاسطوانة سوف تختلف مع درجة الحرارة، كما هو موضح في قوانين الغاز، ولكن هذا مقبول من حيث المعايير شريطة أن الضغط المتقدمة عند تصحيحها إلى درجة الحرارة المرجعية لا يتجاوز ضغط العمل المحدد ختمها على الاسطوانة. وهذا يسمح بملء الأسطوانات بأمان وبشكل قانوني إلى ضغط أعلى من ضغط العمل المحدد عندما تكون درجة حرارة الملء أكبر من درجة الحرارة المرجعية، ولكن لا تزيد عن 65 درجة مئوية، شريطة ألا يتجاوز ضغط الملء الضغط المطور لدرجة الحرارة تلك، وتكون الأسطوانات المعبأة وفقًا لهذا الحكم عند ضغط العمل الصحيح عند تبريده إلى درجة الحرارة المرجعية.

### مراقبة الضغط
انظر أيضا: قياس الضغط وقياس الضغط الغاطسة
مقياس الضغط الغاطس النموذجي
يتم قياس ضغط الغاز في اسطوانات الغوص في كل من الولايات المتحدة وحدات العرفية psi (جنيه في بوصة مربعة) وشريط متري ، حيث 1 شريط يساوي 100 كيلو باسكال، 0.1 MPa أو حوالي 14.5 psi. يتم معايرة وجه هذا مقياس الضغط الاسطوانة من صنع الولايات المتحدة بجنيهات لكل بوصة مربعة باللون الأحمر والكيلوباسكال باللون الأسود.
يتم قياس الضغط الداخلي لاسطوانة الغوص في عدة مراحل أثناء الاستخدام. يتم فحصه قبل الملء، ورصده أثناء الملء والتحقق منه عند اكتمال التعبئة. ويمكن أن يتم ذلك مع كل مقياس الضغط على معدات التعبئة.
كما يتم مراقبة الضغط بشكل عام من قبل الغواص. أولاً كفحص للمحتويات قبل الاستخدام ، ثم أثناء الاستخدام للتأكد من أن هناك ما يكفي من اليسار في جميع الأوقات للسماح بالانتهاء الآمن من الغوص ، وغالبا بعد الغوص لأغراض حفظ السجلات وحساب معدل الاستهلاك الشخصي.
كما يتم رصد الضغط أثناء الاختبار الهيدروستاتيكي للتأكد من أن يتم الاختبار للضغط الصحيح.
معظم اسطوانات الغوص ليس لديها مقياس ضغط مخصص، ولكن هذا هو ميزة قياسية على معظم منظمي الغوص، وشرط على جميع مرافق التعبئة.
هناك نوعان من المعايير واسعة النطاق لقياس الضغط من غاز الغوص. في الولايات المتحدة وربما عدد قليل من الأماكن الأخرى يتم قياس الضغط في جنيه لكل بوصة مربعة (psi)، وبقية العالم يستخدم شريط. في بعض الأحيان قد يتم معايرة المقاييس في وحدات مترية أخرى، مثل كيلوباسكال (كيلو باسكال) أو ميغاباسكال (MPa)، أو في الغلاف الجوي (أجهزة الصراف الآلي، أو ATA)، ولا سيما المقاييس التي لا تستخدم فعليا تحت الماء.

## القدرة
هناك اثنين من الاتفاقيات المستخدمة لوصف قدرة اسطوانة الغوص. ويستند واحد على حجم الداخلية للاسطوانة. ويستند الآخر على الحجم الاسمي للغاز المخزن.

### وحدة التخزين الداخلية
ويُقتبس عادة الحجم الداخلي في معظم البلدان التي تستخدم النظام المتري. هذه المعلومات مطلوبة من قبل ISO 13769 ليتم ختمها على الكتف اسطوانة. ويمكن قياسها بسهولة عن طريق ملء الاسطوانة بالماء العذب. وقد أدى هذا في مصطلح 'قدرة المياه'، مختصرة كما WC الذي غالبا ما يكون ختم ملحوظ على الكتف اسطوانة. انها دائما تقريبا عن حجم في لتر، ولكن في بعض الأحيان كما كتلة من الماء في كجم. والمياه العذبة كثافة قريبة من كيلوغرام واحد للتر الواحد، وبالتالي فإن القيم العددية متطابقة فعلياً عند دقة واحدة من حيث المكانة العشرية.

#### الأحجام القياسية حسب الحجم الداخلي
هذه هي أمثلة تمثيلية، لمجموعة أكبر، يمكن استشارة كتالوجات على الخط من الشركات المصنعة مثل فابر، الصلب الضغط، لوكسفر، وكتالينا. التطبيقات هي نموذجية، ولكن لا يقتصر.
- 22 لتر: متوفر في الفولاذ، 200 و 232bar،
- 20 لتر: متوفر في الفولاذ، 200 و 232bar،
- 18 لتر: متوفر في الفولاذ، 200 و 232 بار، يستخدم كتوائم أو توائم للغاز الخلفي.
- 16 لتر: متوفر في الفولاذ، 200 و 232bar، يستخدم كتوائم أو واحد للغاز الخلفي.
- 15 لتر: متوفر في الفولاذ، 200 و 232 بار، يستخدم كتوائم أو توائم للغاز الخلفي
- 12.2 لتر: متوفر في الفولاذ 232، 300 باروالألومنيوم 232 بار، وتستخدم واحدة أو التوائم للغاز الخلفي
- 12 لتر: متوفر في الفولاذ 200، 232، 300 بار، والألومنيوم 232 بار، وتستخدم واحدة أو التوائم للغاز الخلفي
- 11 لترا: متوفر في الألومنيوم، 200، 232 بار يستخدم كتوائم أو واحد لغاز الظهر أو sidemount
- 10.2 لتر: متوفر في الألومنيوم، 232 بار، يستخدم كتوائم أو توائم لغاز الظهر
- 10 لترات: متوفر في الفولاذ، 200، 232 و 300 بار، يستخدم كتوائم أو توائم لغاز الظهر، وللنفر
- 9.4 لتر: متوفر في الألومنيوم، 232 بار، يستخدم لغاز الظهر أو كرافعات
- 8 لترات: متوفر في الفولاذ، 200 بار، يستخدم لre-closedathers
- 7 لترات: متوفر في الفولاذ، 200، 232 و300 بار، والألومنيوم 232 بار، والغاز الخلفي كما الفردي والتوائم، واسطوانات الإنقاذ. حجم شعبية لSCBA
- 6 لترات: متوفر في الفولاذ، 200، 232، 300 بار، يستخدم للغاز الخلفي كعزاب وتوائم، وكاسطوانات إنقاذ. أيضا حجم شعبية لSCBA
- 5.5 لتر: متوفر في الفولاذ، 200 و 232 بار،
- 5 لترات: متوفر في الفولاذ، 200 بار، يستخدم لإعادة البرو ثير
- 4 لترات: متوفر في الفولاذ، 200 بار، يستخدم ل اسطوانات البروات والمهر
- 3 لترات: متوفر في الفولاذ، 200 بار، يستخدم ل اسطوانات البروات والمهر
- 2 لتر: متوفر في الفولاذ، 200 بار، تستخدم لrbreathers، اسطوانات المهر، وتناسب التضخم
- 1.5 لتر: متوفر في الفولاذ، 200 و 232 بار، يستخدم لتضخم الدعوى
- 0.5 لتر: متوفر في الفولاذ والألومنيوم، 200 بار، يستخدم لتعويض الطفو وتضخم عوامات علامة السطح

### الحجم الاسمي للغاز المخزن
عادة ما يتم اقتباس الحجم الاسمي للغاز المخزن على أنه سعة الأسطوانة في الولايات المتحدة الأمريكية. وهو مقياس لحجم الغاز الذي يمكن أن يطلق من اسطوانة كاملة في الضغط الجوي. وتشمل المصطلحات المستخدمة في السعة «حجم الغاز المجاني» أو «مكافئ الغاز الحر». ذلك يعتمد على حجم الداخلية وضغط العمل من اسطوانة. إذا كان ضغط العمل أعلى، فإن الاسطوانة تخزين المزيد من الغاز لنفس الحجم.
ضغط العمل الاسمي ليس بالضرورة نفس ضغط العمل الفعلي المستخدم. ويسمح لبعض اسطوانات الصلب المصنعة وفقا للمعايير الأمريكية لتجاوز ضغط العمل الاسمي بنسبة 10٪ وهذا هو المشار إليه من قبل رمز +. ويعتمد هذا البدل الإضافي على الاسطوانة التي تجتاز الاختبار الهيدروستاتيكي الدوري المناسب، ولا يسري بالضرورة على الاسطوانات الأمريكية المصدرة إلى البلدان ذات المعايير المختلفة. ويستند محتوى الغاز الاسمي لهذه الاسطوانات على الضغط 10٪ أعلى.
على سبيل المثال، الألمنيوم 80 (Al80) اسطوانة مشتركة هي اسطوانة الألومنيوم التي لديها اسمية 'الغاز الحر' قدرة 80 قدم مكعب (2300 لتر) عند الضغط إلى 3000 جنيه لكل بوصة مربعة (210 بار). لديها حجم داخلي من حوالي 11 لتر (0.39 قدم مكعب).

#### الأحجام القياسية حسب حجم الغازالمخزنة
- الألومنيوم C100 هو كبير (13.l)، وارتفاع الضغط (3,300 جنيه في بوصة مربعة (228 بار)) اسطوانة. الثقيلة في 42.0 جنيه (19.1 كجم).
- الألومنيوم S80 هو على الارجح الاسطوانة الأكثر شيوعا، وتستخدم من قبل المنتجعات في أجزاء كثيرة من العالم للغاز مرة أخرى، ولكن أيضا شعبية كاسطوانة حبال لغاز تخفيف الضغط، وكما الاسطوانة على الجانب جبل في المياه العذبة، كما أن لديها الطفو محايدة تقريبا. هذه الاسطوانات لديها حجم داخلي من حوالي 11 لتر (0.39 قدم مكعب) وضغط العمل من 3000 جنيه لكل بوصة مربعة (207 بار). كما أنها تستخدم أحيانا في بعض الأحيان كما التوائم المنوعة لجبل الظهر، ولكن في هذا التطبيق الغواص يحتاج إلى أوزان الصابورة أكثر من معظم اسطوانات الصلب من قدرة مكافئة.
- الألومنيوم C80 هو ما يعادل الضغط العالي، مع قدرة المياه من 10.3 لتر وضغط العمل 3300 جنيه لكل بوصة مربعة (228 بار).
- الألومنيوم S40 هي اسطوانة شعبية لجانب جبل ورافعات جبل الإنقاذ والضغط الغاز لأعماق معتدلة، كما هو قطر صغير والطفو محايدة تقريبا، مما يجعلها غير مزعجة نسبيا لهذا النمط المتصاعد. حجم الداخلية حوالي 5.8 لتر (0.20 قدم مكعب) وضغط العمل 3000 جنيه لكل بوصة مربعة (207 بار).
- الألومنيوم S63 (9.0 لتر) 3000 رطل لكل بوصة مربعة (207 بار)، والصلب HP65 (8.2 لتر) هي أصغر وأخف وزنا من Al80، ولكن لديها قدرة أقل، ومناسبة للغواصين أصغر أو أقصر الغطس.
- الصلب LP80 2,640 جنيه لكل بوصة مربعة (182 بار) وHP80 (10.1 لتر) في 3,442 جنيه لكل بوصة مربعة (237 بار) كلاهما أكثر إحكاما وأخف وزنا من الألومنيوم S80 وكلاهما مزدهرة سلبا، مما يقلل من كمية وزن الصابورة المطلوبة من قبل الغواص.
- توفر اسطوانات الصلب HP119 (14.8 لتر) وHP120 (15.3 لتر) وHP130 (16.0 لتر) كميات أكبر من الغاز للنيتروك أو الغوص التقني.

## الأبعاد المادية
يتم وصف الاسطوانات المصنوعة من سبائك الصلب والألمنيوم السلس هنا. القيود المفروضة على اسطوانات الخيوط الجرح المركبة سوف تختلف:
هناك عدد قليل من أقطار خارج موحدة لأن هذا هو فعالة من حيث التكلفة لتصنيع، لأن معظم من نفس الأدوات يمكن تقاسمها بين اسطوانات من نفس القطر وسمك الجدار. وهناك عدد محدود من الأُطر القياسية هي أيضا مريحة لتقاسم الملحقات مثل المواجل والأحذية وشرائط دبابات. يتم التحكم في حجم داخل سلسلة مع قطر خارجي معين من قبل سمك الجدار، وهو ما يتفق للمواد، فئة الضغط، وتصميم قياسي، وطول، والذي هو المتغير الأساسي للسيطرة على حجم داخل سلسلة. يتم تحديد كتلة من هذه العوامل وكثافة المواد.
سمك الجدار يختلف تبعا للموقع، والمواد والاعتبارات العملية. ويكفي جانب القسم الأسطواني لتحمل ضغوط عدد كبير من الدورات لاختبار الضغط، مع بدل لكمية صغيرة من الخسائر المادية بسبب التآكل العام والأضرار المحلية الطفيفة بسبب التآكل والتآكل العادي والتمزق في الاستخدام، وعمق محدود من الأضرار المحلية بسبب تآكل الحفرة والخط والأضرار المادية. مبلغ الضرر وخسارة المواد المسموح بها متوافق مع معايير رفض التفتيش البصري. تم تصميم اسطوانات الصلب لاختبار الضغوط لتكون أقل من حد التعب لسبائك. سمك الجدار هو تقريبا متناسبة مع القطر لضغط اختبار معين وقوة المادية – إذا كان القطر هو ضعف، سمك الجدار الأساسية سوف مزدوجة أيضا. القسم أسطواني لديه أدنى سمك الجدار، وهو ثابت داخل التحمل التصنيع لكامل المقطع أسطواني.
سمك نهاية يسمح لتآكل أكثر بكثير من البلى والتآكل على الجزء السفلي من الاسطوانة، والكتف هو أكثر سمكا للسماح لمتغيراتية الكامنة في عملية التصنيع لإغلاق نهاية، ولأي الزبيب الإجهاد بسبب عملية وسم ختم دائم. إلى حد كبير في أسفل سمك التوزيع من اسطوانة الصلب وسمك الكتف من جميع اسطوانات معدنية تتأثر عملية التصنيع، ويمكن أن تكون أكثر سمكا من الضرورية تماما للقوة وتحمل التآكل.

### خصائص الطفو
تتركز كثافة الاسطوانة في النهايات، وهي سميكة نسبياً محاطة بالجدران ولها حجم أقل من الحجم المغلق لكل وحدة كتلة. التفاصيل تختلف تبعا للمواصفات، ولكن هذا الاتجاه هو مشترك بين كل من اسطوانات الصلب والألومنيوم، وأكثر تطرفا في نهايات مسطحة أو طبق. ونتيجة لذلك، اسطوانات طويلة ضيقة هي أقل كثافة من اسطوانات واسعة قصيرة لنفس المادة ونفس التكوين نهاية، في حين أن لنفس حجم الداخلية، اسطوانة واسعة قصيرة أثقل من اسطوانة ضيقة طويلة.
الطفو من اسطوانة الغوص هو فقط ذات أهمية عملية في تركيبة مع صمام الاسطوانة المرفقة، منظم الغوص والاكسسوارات التنظيمية، كما أنها لن تستخدم تحت الماء بدونها. يتم إرفاق هذه الملحقات إلى الجزء العلوي من الاسطوانة، وعلى حد سواء تقليل الطفو من وحدة مجتمعة ونقل مركز الثقل نحو أعلى (نهاية valved).
لا تتم إزالة مجموعات الاسطوانات المثبتة في الخلف عمومًا أثناء الغوص ، ويمكن السماح بخصائص الطفو في بداية الغوص ، من خلال ضمان أن الغواص لديه ما يكفي من الطفو الاحتياطي لتعويم الأسطوانات بالكامل ، والصابورة الكافية لتبقى مغمورة عندما تكون الأسطوانات فارغة. يجب أن يكون تعويض الطفو كافيا لتوفير بعض الطفو الإيجابي في جميع الأعماق مع اسطوانات كاملة. يمكن أن تعوض التعديلات على الصابورة عن متغيرات الطفو الأخرى. عدم القدرة على البقاء مغمورة بشكل مريح في أقل حد للضغط يمكن أن يؤدي إلى تخفيف الضغط غير مكتملة وزيادة خطر مرض تخفيف الضغط.
يمكن أن يكون التغيير في الطفو في أسطوانة الغوص أثناء الغوص أكثر إشكالية مع الاسطوانات المثبتة على الجانب ، والطفو الفعلي في أي نقطة أثناء الغوص هو اعتبار مع أي أسطوانة قد يتم فصلها عن الغواص لأي سبب من الأسباب. الاسطوانات التي سيتم إسقاطها مرحلة أو تسليمها إلى غواص آخر لا ينبغي أن تغير الطفو الغواص وراء ما يمكن تعويضه باستخدام تعويض الطفو الخاصة بهم. اسطوانات مع الطفو محايدة تقريبا عندما الكامل عموما تتطلب أقل التعويض عند فصل، كما أنها من المرجح أن تكون منفصلة عن التدريج أو تسليمها عندما كامل نسبيا. هذا هو أقل احتمالا أن يكون مشكلة لمجموعة الإنقاذ غواص منفرد، كما سيكون هناك عدد أقل من المناسبات لإزالته خلال الغوص. ومن المتوقع أن تكون مجموعات جبل الجانب لاختراقات ضيقة إلى الأمام أو منفصلة لتمرير من خلال انقباضات ضيقة، وينبغي أن لا تؤثر بشكل كبير على تقليم أو الطفو خلال هذه المناورات.
وتدعي شركة تصنيع اسطوانات الصلب، فابر، أن أسطوانات الصلب الخاصة بها محايدة أو سلبية قليلاً عندما تكون فارغة، ولكنها لا تحدد تصنيف الضغط الذي يشير إليه هذا.
| مواصفات اسطوانة | مواصفات اسطوانة | مواصفات اسطوانة | قدرة الهواء | قدرة الهواء | الوزن في الهواء | الوزن في الهواء | الطفو في الماء | الطفو في الماء |
| المواد | الحجم (لتر)     | الضغط (شريط)    | الحجم (لتر) | الوزن (كلغ) | فارغة (كجم)     | كامل (كلغ)      | فارغة (كجم)    | كامل (كلغ)     |
| --- | --------------- | --------------- | ----------- | ----------- | --------------- | --------------- | -------------- | -------------- |
| الصلب | 12              | 200             | 2400        | 3.0         | 16.0            | 19.0            | -1.2           | -4.2           |
| الصلب | 15              | 200             | 3000        | 3.8         | 20.0            | 23.8            | -1.4           | -5.2           |
| الصلب | 16 (XS 130)     | 230             | 3680        | 4.4         | 19.5            | 23.9            | -0.9           | -5.3           |
| الصلب | 2x7             | 200             | 2800        | 3.4         | 19.5            | 23.0            | -2.2           | -5.6           |
| الصلب | 8               | 300             | 2400        | 2.9         | 13.0            | 16.0            | -3.6           | -6.5           |
| الصلب | 10              | 300             | 3000        | 3.6         | 17.0            | 20.8            | -4.2           | -7.8           |
| الصلب | 2x4             | 300             | 2400        | 2.9         | 15.0            | 18.0            | -4.1           | -7.0           |
| الصلب | 2x6             | 300             | 3600        | 4.4         | 21.0            | 25.6            | -5.2           | -9.6           |
| الالومنيوم | 9 (AL 63)       | 207             | 1863        | 2.3         | 12.2            | 13.5            | +1.8           | -0.5           |
| الالومنيوم | 11 (AL 80)      | 207             | 2277        | 2.8         | 14.4            | 17.2            | +1.7           | -1.1           |
| الالومنيوم | 13 (AL100)      | 207             | 2584        | 3.2         | 17.1            | 20.3            | +1.4           | -1.8           |
| يفترض 1 لتر من الهواء في الضغط الجوي و 15 درجة مئوية يزن 1.225 ز. سوف تختلف الأوزان الاسطوانية والصمامات والمتشعبة حسب النموذج، لذلك سوف تختلف القيم الفعلية وفقا لذلك. |                 |                 |             |             |                 |                 |                |                |

## التطبيقات والتكوينات
غواص تقني مع غازات تخفيف الضغط في اسطوانات المرحلة المثبتة على الجانب.
قد يحمل الغواصون أسطوانة واحدة أو مضاعفات، حسب متطلبات الغطس. حيث يحدث الغوص في المناطق منخفضة المخاطر، حيث الغواص قد تجعل بأمان الصعود مجانا، أو حيث الأصدقاء متاح لتوفير إمدادات الهواء البديلة في حالات الطوارئ، والغواصين الترفيهية عادة ما تحمل اسطوانة واحدة فقط. حيث مخاطر الغوص هي أعلى، على سبيل المثال حيث الرؤية منخفضة أو عندما الغواصين الترفيهية القيام أعمق أو تخفيف الضغط الغوص، وخصوصا عند الغوص تحت النفقات العامة، والغواصين تحمل بشكل روتيني أكثر من مصدر واحد للغاز.
قد تخدم اسطوانات الغوص أغراضاً مختلفة. يمكن استخدام أسطوانة أو أسطوانتين كمصدر تنفس أساسي يُقصد به التنفس من معظم الغوص. وتسمى اسطوانة أصغر حملها بالإضافة إلى اسطوانة أكبر«زجاجة المهر». وتسمى اسطوانة لاستخدامها فقط كاحتياطي سلامة مستقلة«قارورة إنقاذ» أو إمدادات الغاز في حالات الطوارئ (EGS). قنينة مهرة عادة استعملت كزجاجة إنقاذ، غير أنّ هذا يعتمد على الوقت يتطلّع أن يسطح.
الغواصون القيام الغوص التقنية غالبا ما تحمل الغازات المختلفة، كل في اسطوانة منفصلة، لكل مرحلة من مراحل الغوص:
- «غاز السفر» يستخدم أثناء الهبوط والصعود. وعادة ما يكون الهواء أو النيتروز مع محتوى الأكسجين بين 21٪ و 40٪. هناك حاجة إلى غاز السفر عندما يكون الغاز السفلي هو نقص الأكسجة وبالتالي فهو غير آمن للتنفس في المياه الضحلة.
- «الغاز القاع» هو تنفس فقط في العمق. وعادة ما يكون الغاز القائم على الهيليوموهو منخفض الأكسجين (أقل من 21٪) أو نقص الأكسجة (أقل من 17٪).
- يستخدم «غاز ديكو» في توقف تخفيف الضغط وهو عادة واحد أو أكثر من نيتريكس يمزج مع محتوى عالي من الأكسجين، أو الأكسجين النقي، لتسريع تخفيف الضغط.
- «المرحلة» هي اسطوانة عقد الاحتياطي، والسفر أو غاز ديكو. وعادة ما يتم حملها «الجانب متدلية»، قص على جانبي الغواص لتسخير من اللوح الخلفي والجناح أو تعويض الطفو، بدلا من على ظهره، ويمكن أن تترك على خط المسافة ليتم انتقاؤها للاستخدام في العودة (المرحلة انخفض). عادة يستخدم الغواصون اسطوانات المرحلة الألومنيوم، لا سيما في المياه العذبة، لأنها تقريبا غير محايدة الطفو في الماء ويمكن إزالتها تحت الماء مع تأثير أقل على الطفو الغواص عموما.
- «دعوى غاز التضخم» يمكن أن تؤخذ من اسطوانة غاز التنفس أو يمكن أن يتم توفيرها من اسطوانة مستقلة صغيرة.

من أجل السلامة، يحمل الغواصون أحيانًا أسطوانة سكوبا مستقلة إضافية مع منظمها الخاص للتخفيف من حالات الطوارئ خارج الهواء في حالة فشل إمدادات غاز التنفس الأساسية. للغوص الترفيهية شائعة كثيرة حيث يتم التحكم في الصعود السباحة في حالات الطوارئ آمنة مقبول، لا حاجة إلى هذه المعدات الإضافية أو استخدامها. وتعرف هذه الأسطوانة الإضافية باسم أسطوانة إنقاذ، ويمكن أن تحمل بعدة طرق، ويمكن أن تكون أي حجم يمكن أن تحمل ما يكفي من الغاز للحصول على الغواص بأمان العودة إلى السطح.

### الغوص الدائرة المفتوحة
بالنسبة لغطاسون الدائرة المفتوحة، هناك العديد من الخيارات للأسطوانة المشتركة والنظام التنظيمي:
15 لتر، 232 بار، A-المشبك اسطوانة واحدة مفتوحة دائرة الغوص مجموعة
- وتتألف الأسطوانة الواحدة من أسطوانة واحدة كبيرة، عادة ما تكون مثبتة مرة أخرى، مع منظم واحد للمرحلة الأولى، وعادة اثنين من منظمي المرحلة الثانية. هذا التكوين هو بسيط ورخيص ولكن لديها فقط إمدادات الغاز التنفس واحد: أنه ليس لديه التكرار في حالة الفشل. إذا فشلت الاسطوانة أو منظم المرحلة الأولى ، فإن الغواص خارج الهواء تمامًا ويواجه حالة طوارئ تهدد الحياة. وكالات تدريب الغواص الترفيهية تدريب الغواصين على الاعتماد على الأصدقاء لمساعدتهم في هذه الحالة. يتم تدريب مهارة تقاسم الغاز على معظم دورات الغوص على مستوى الدخول. هذا التكوين المعدات، على الرغم من شيوعا مع الغواصين على مستوى الدخول وتستخدم لمعظم رياضة الغوص، لا ينصح من قبل وكالات التدريب لأي الغوص حيث هناك حاجة إلى توقف تخفيف الضغط، أو حيث هناك بيئة علوية (حطام الغوص، كهف الغوص، أو الجليد الغوص) كما أنه لا يوفر التكرار الوظيفية.
- تتكون الأسطوانة الواحدة مع المنظمين المزدوجين من أسطوانة واحدة مثبتة على الظهر كبيرة ، مع اثنين من المنظمين في المرحلة الأولى ، ولكل منهما منظم المرحلة الثانية. ويستخدم هذا النظام للغوص حيث الماء البارد يجعل خطر تجميد المنظم عالية والتكرار الوظيفية المطلوبة. وهو شائع في أوروبا القارية، وخاصة ألمانيا. الميزة هي أن فشل المنظم يمكن حلها تحت الماء لتحقيق الغوص إلى استنتاج مسيطر عليه دون التنفس الأصدقاء أو تقاسم الغاز. ومع ذلك، فمن الصعب الوصول إلى الصمامات، لذلك قد يكون هناك بعض الاعتماد على الأصدقاء الغوص للمساعدة في إغلاق صمام منظم التدفق الحر بسرعة.
- اسطوانة رئيسية بالإضافة إلى اسطوانة مستقلة صغيرة: يستخدم هذا التكوين أكبر، ظهر شنت اسطوانة رئيسية جنبا إلى جنب مع اسطوانة أصغر مستقلة، غالبا ما تسمى «المهر» أو «اسطوانة الإنقاذ». لدى الغواص نظامين مستقلين، لكن إجمالي «نظام التنفس» أصبح الآن أثقل، وأكثر تكلفة للشراء والاحتفاظ به.
  - المهر هو عادة اسطوانة 2-5 لتر. تحدد قدرته عمق الغوص ومدة تخفيف الضغط التي توفر الحماية لها. قد تكون ثابتة البونيات إلى معوض الطفو الغواص (BC) أو الاسطوانة الرئيسية وراء ظهر الغواص، أو يمكن قصها إلى تسخير في الجانب الغواص أو الصدر أو حملها كاسطوانة حبال. توفر الـ Ponies إمدادات غاز طوارئ مقبولة وموثوقة ولكنها تتطلب تدريب الغواص على استخدامها.
  - نوع آخر من مصدر الهواء المستقل الصغير هو اسطوانة باليد مليئة بنحو 85 لتر (3.0 قدم مكعب) من الهواء الحر مع منظم الغوص المرفقة مباشرة، مثل الهواء الاحتياطي. هذا المصدر لا يوفر سوى بعض الأنفاس من الغاز في العمق وهو الأكثر ملاءمة مثل إنقاذ المياه الضحلة.

7 لتر، 232 بار، DIN عمود صمام مجموعة التوأم مستقلة. تُظهر الاسطوانة اليسرى علامات الشركة المصنعة. الاسطوانة الصحيحة تعرض الطوابع الاختبارية
- مجموعات التوأم المستقلة أو الزوجي المستقل يتكون من اثنين من اسطوانات مستقلة واثنين من المنظمين، ولكل منها مقياس الضغط الغاطسة. هذا النظام هو أثقل، أكثر تكلفة لشراء وصيانة وأكثر تكلفة لملء من مجموعة اسطوانة واحدة. يجب على الغواص تبديل صمامات الطلب أثناء الغوص للحفاظ على احتياطي كاف من الغاز في كل أسطوانة. إذا لم يتم ذلك، ثم إذا كان ينبغي أن تفشل اسطوانة الغواص قد ينتهي وجود احتياطي غير كافية. مجموعات التوأم المستقلة لا تعمل بشكل جيد مع أجهزة الكمبيوتر المتكاملة الهواء لأنها عادة ما ترصد اسطوانة واحدة فقط. تعقيد تبديل المنظمين دوريا لضمان استخدام كل من اسطوانات بالتساوي يمكن تعويضها من قبل التكرار من اثنين من إمدادات غاز التنفس منفصلة تماما. ويمكن تركيب الاسطوانات على شكل مجموعة توأم على ظهر الغواص، أو يمكن حملها بدلاً من ذلك في شكل جانبي حيث يتطلب اختراق الحطام أو الكهوف ذلك، وحيث تكون صمامات الأسطوانة في متناول اليد.
- مجموعات التوأم عادي المتشعب، أو الزوجي المتشعب مع منظم واحد ، تتكون من اثنين من اسطوانات مثبتة مرة أخرى مع صمامات عمودها متصلة متعددة ولكن واحد فقط منظم تعلق على متعددة. وهذا يجعل من بسيطة نسبيا ورخيصة ولكن يعني عدم وجود وظيفة زائدة عن الحاجة إلى نظام التنفس، فقط إمدادات الغاز المزدوج. وكان هذا الترتيب شائعاً إلى حد ما في الأيام الأولى من الغوص عندما كانت اسطوانات الضغط المنخفض مُكَدَّة لتوفير إمدادات هواء أكبر مما كان ممكناً من الأسطوانات الوحيدة المتاحة. لا يزال قيد الاستخدام لمجموعات إنقاذ القدرات الكبيرة للغوص التجاري العميق.

عزل التوأم 12 لتر، 232 الغوص شريط مع اثنين من صمامات عمود المشابك واثنين من المنظمين
- مجموعات العزلة التوأم أو الزوجي المنوع مع اثنين من المنظمين، تتكون من اثنين من اسطوانات مثبتة مرة أخرى مع صمامات عمودها متصلة متعددة، مع صمام في متعددة التي يمكن إغلاقها لعزل صمامات عمودين. في حالة وجود مشكلة مع اسطوانة واحدة الغواص قد إغلاق صمام العزل للحفاظ على الغاز في الاسطوانة التي لم تفشل. وتشمل مزايا هذا التكوين: إمدادات غاز أكبر من اسطوانة واحدة؛ وإمدادات أكبر من الإمدادات من الغازات. موازنة تلقائية من الغاز إمداد تموين بين الاثنان أسطوانات; وبالتالي، لا يوجد شرط لتغيير المنظمين باستمرار تحت الماء أثناء الغوص؛ وفي معظم حالات الفشل، قد اغلق الغواص صماماً أمام منظم فاشل أو يعزل أسطوانة وقد يحتفظ بإمكانية الوصول إلى كل الغاز المتبقي في كلا الخزانين. مساوئ هي أن متعددة هو آخر نقطة محتملة للفشل، وهناك خطر فقدان كل الغاز من كل اسطوانات إذا كان لا يمكن إغلاق صمام العزل عند حدوث مشكلة. وغالبا ما يستخدم هذا التكوين من اسطوانات في الغوص التقنية.

اسطوانة ألومنيوم طويلة سعة 9.2 لتر يتم تزويرها لتركيب الرافعات
- اسطوانات حبال هي تكوين اسطوانات مستقلة تستخدم للغوص التقنية. فهي اسطوانات مستقلة مع المنظمين الخاصة بها ويتم قصها إلى تسخير على جانب الغواص. وقد يكون الغرض منها حمل إما مرحلة، والسفر، وفك الضغط، أو الغاز الإنقاذ بينما الاسطوانة (الاسطوانات) المثبتة مرة أخرى تحمل الغاز القاع. اسطوانات المرحلة تحمل الغاز لتمديد الوقت القاع، ويستخدم غاز السفر للوصول إلى عمق حيث الغاز في القاع قد تستخدم بأمان إذا كان هو نقص الأكسجة في السطح، وغاز تخفيف الضغط هو الغاز المقصود لاستخدامها أثناء تخفيف الضغط لتسريع القضاء على الغازات الخاملة. غاز الإنقاذ هو إمدادات طارئة معدة للاستخدام على السطح إذا تم فقدان إمدادات الغاز الرئيسية.

Sidemount اسطوانة مع المنظمين المجهزة.
- اسطوانات جبل الجانب هي اسطوانات قص إلى تسخير في الجانبين الغواص التي تحمل الغاز في القاع عندما الغواص لا تحمل مرة أخرى اسطوانات جبل. ويمكن استخدامها بالاقتران مع غيرها من المراحل المثبتة على الجانب، و/ أو اسطوانات السفر و/أو تخفيف الضغط عند الضرورة. قد يحمل الغواصون المهرة من ناحية الجبل ما يصل إلى ثلاث اسطوانات على كل جانب. تم تطوير هذا التكوين للوصول من خلال قيود مشددة في الكهوف. يتم استخدام الجانب تركيب في المقام الأول للغوص التقنية، ولكن أيضا في بعض الأحيان يستخدم للغوص الترفيهية، عندما يمكن حمل اسطوانة واحدة، مع استكمال المرحلة الثانية الثانوية (الأخطبوط) المنظم، في تكوين يشار إليها أحيانا باسم الغوص.